# دمنگن
دمنگن (به لهستانی:  Dmenin) یک منطقهٔ مسکونی در لهستان است که در گمینا کودرانب واقع شده‌است. دمنگن ۶۰۰ نفر جمعیت دارد.